# Mouillac (Tarn-et-Garonne)
Mouillac é uma comuna francesa na região administrativa de Occitânia, no departamento de Tarn-et-Garonne. Estende-se por uma área de 9,08 km². Em 2010 a comuna tinha 97 habitantes (densidade: 10,7 hab./km²).